# Dwight Phillips
Dwight D. (Dwight) Phillips (Decatur, 1 oktober 1977) is een Amerikaanse voormalige atleet, die was gespecialiseerd in het verspringen. Hij werd eenmaal olympisch kampioen, vijfmaal wereldkampioen (viermaal outdoor en eenmaal indoor) en meervoudig Amerikaans kampioen. Hij nam tweemaal deel aan de Olympische Spelen.

## Loopbaan
Phillips begon zijn atletiekcarrière als een veelbelovend sprinter, maar specialiseerde zich later tijdens zijn studie aan de Universiteit van Kentucky op het hink-stap-springen. In 2000 stapte hij over naar de Arizona State University, waarna hij wisselde naar het onderdeel verspringen. Dat jaar kwalificeerde hij zich voor de Olympische Spelen, waar hij een achtste plaats behaalde.
Het jaar 2003 begon hij veelbelovend door in het Engelse Birmingham op de wereldindoorkampioenschappen goud te winnen met een indoor-PR van 8,29 m. Hij bleef hiermee slechts 1 cm voor de Spanjaard Yago Lamela, die met 8,28 het zilver won. Later dat jaar veroverde hij met grotere voorsprong eveneens goud op de wereldkampioenschappen in Parijs en tijdens de wereldatletiekfinale in Monaco.
In 2004 behaalde Dwight Phillips het grootste succes van zijn atletiekcarrière. Op de Olympische Spelen van Athene won hij met een beste poging van 8,59 een gouden medaille en versloeg hiermee zijn landgenoot John Moffitt (zilver; 8,47) en de Spanjaard Joan Lino Martínez (brons; 8,32). Eerder dat jaar verbeterde hij in Linz zijn persoonlijk record naar 8,60. Deze overwinningsafstand was de op drie na grootste in de olympische geschiedenis, na zijn landgenoten Bob Beamon (1968) en Carl Lewis (1988, 1992).
Op de WK van 2007 in Osaka veroverde Dwight Phillips brons met een sprong van 8,30. In 2007 behaalde hij ook zijn derde Amerikaanse outdoortitel in het verspringen. Eerder werd hij al Amerikaans kampioen in 2003 en 2004.
In 2008 wist Phillips zich eind juni bij de Amerikaanse Trials in Eugene niet te kwalificeren voor de Olympische Spelen in Peking. Hij werd vierde bij het verspringen en slachtoffer van het straffe Amerikaanse selectiesysteem dat bepaalt, dat slechts de drie beste atleten van de Trials een ticket voor de Olympische Spelen ontvangen.
Op 3 september 2013 maakte Phillips bekend, dat hij een punt zette achter zijn atletiekloopbaan. Hij had de Olympische Spelen van Londen moeten missen vanwege een blessure en werd op de WK in Moskou slechts elfde. Phillips ging meer tijd besteden aan zijn gezin. Hij heeft twee zoons.

## Titels
- Olympisch kampioen verspringen - 2004
- Wereldkampioen verspringen - 2003, 2005, 2009, 2011
- Wereldindoorkampioen verspringen - 2003
- Amerikaans kampioen verspringen - 2003, 2004, 2007, 2009, 2010
- Amerikaans indoorkampioen verspringen - 2001

## Persoonlijke records
Outdoor
| Onderdeel          | Prestatie | Datum         | Plaats |
| ------------------ | --------- | ------------- | ------ |
| 100 m              | 10,06 s   | 9 mei 2009    | Athene |
| 200 m              | 20,68 s   | 30 maart 2002 | Tempe  |
| verspringen        | 8,74 m    | 7 juni 2009   | Eugene |
| hink-stap-springen | 16,41 m   | 5 juni 1999   | Boise  |

Indoor
| Onderdeel   | Prestatie | Datum            | Plaats     |
| ----------- | --------- | ---------------- | ---------- |
| 50 m        | 5,70 s    | 26 februari 2005 | Liévin     |
| 60 m        | 6,47 s    | 24 februari 2005 | Madrid     |
| verspringen | 8,29 m    | 15 maart 2003    | Birmingham |

## Prestatieontwikkeling
| Jaar              | 1999 | 2000 | 2001 | 2002 | 2003 | 2004 | 2005 | 2006 | 2007 | 2008 | 2009 | 2010 | 2011 | 2012 | 2013 |
| Prestatie (meter) | 8,18 | 8,21 | 8,13 | 8,38 | 8,44 | 8,60 | 8,60 | 8,32 | 8,31 | 8,25 | 8,74 | 8,46 | 8,45 | --   | 7,95 |

## Palmares

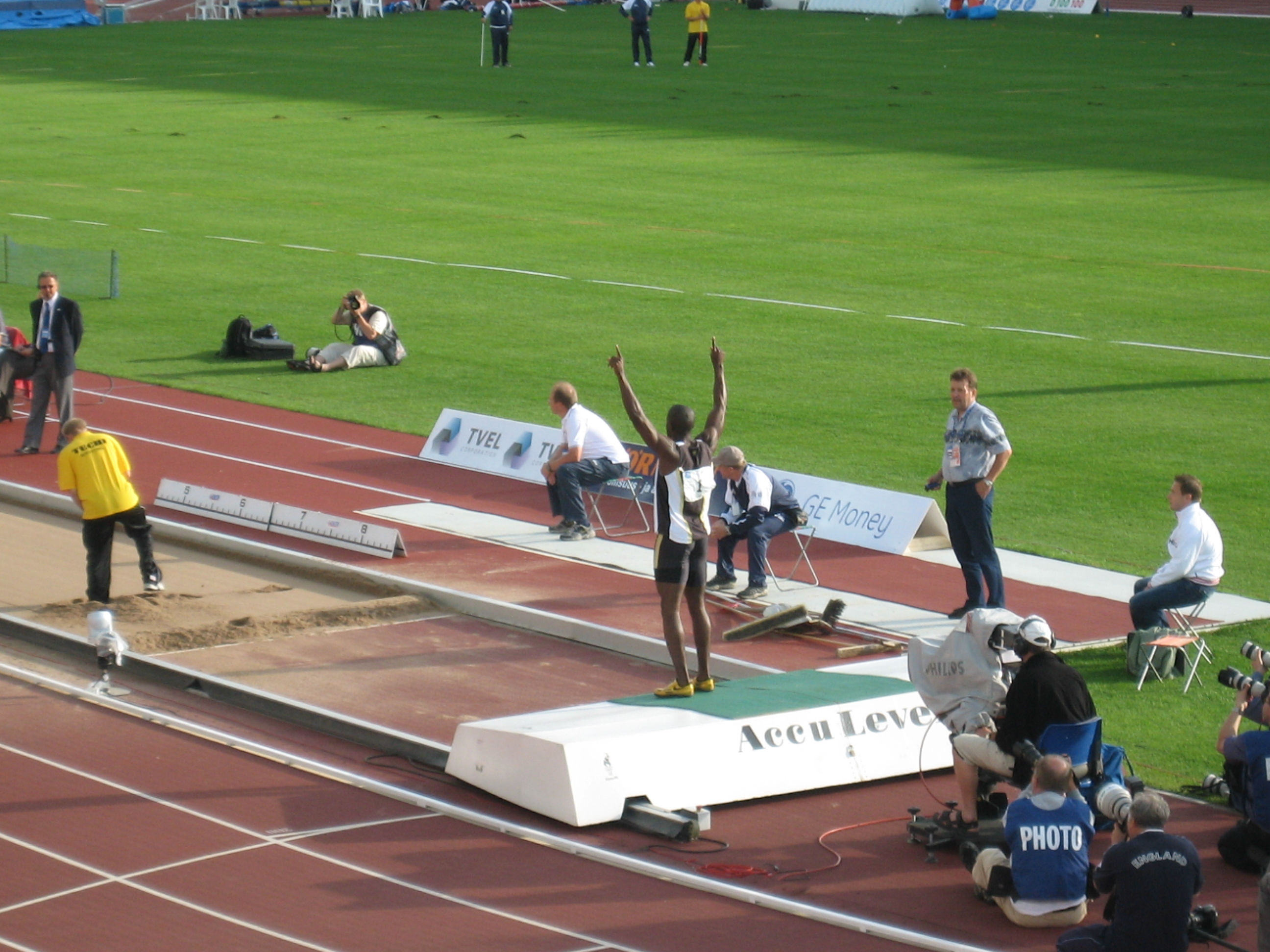
Philips die in juli 2005 de Grand Prix in Helsinki wint door 8,44 te springen.

### verspringen
Kampioenschappen
- 2000: 8e OS - 8,06 m
- 2001: 8e WK - 7,92 m
- 2003:  WK indoor - 8,29 m
- 2003:  WK - 8,32 m
- 2003:  Wereldatletiekfinale - 8,31 m
- 2004:  Amerikaanse olympische selectiewedstrijden - 8,28 m
- 2004:  OS - 8,59 m
- 2004:  Wereldatletiekfinale - 8,26 m
- 2005:  WK - 8,60 m
- 2005:  Wereldatletiekfinale - 8,46 m
- 2006: 6e Wereldatletiekfinale - 8,09 m
- 2007:  WK - 8,30 m
- 2009:  FBK Games - 8,54 m
- 2009:  WK - 8,54 m
- 2011:  WK - 8,45 m
- 2013: 11e WK - 7,88 m

Golden League-podiumplekken
- 2005:  Golden Gala – 8,39 m
- 2006:  Bislett Games – 8,21 m
- 2006:  Meeting Gaz de France – 8,16 m
- 2006:  Weltklasse Zürich – 8,25 m
- 2009:  Golden Gala – 8,61 m

Diamond League-podiumplekken
- 2010:  Eindzege Diamond League
- 2010:  Shanghai Golden Grand Prix – 8,18 m
- 2010:  Golden Gala – 8,42 m
- 2010:  Prefontaine Classic – 8,41 m
- 2010:  Herculis – 8,46 m
- 2010:  Aviva London Grand Prix – 8,18 m
- 2010:  Weltklasse Zürich – 8,20 m

1896: Ellery Clark ·
1900: Alvin Kraenzlein ·
1904: Meyer Prinstein ·
1908: Frank Irons ·
1912: Albert Gutterson ·
1920: William Petersson ·
1924: William DeHart Hubbard ·
1928: Ed Hamm ·
1932: Ed Gordon ·
1936: Jesse Owens ·
1948: Willie Steele ·
1952: Jerome Biffle ·
1956: Greg Bell ·
1960: Ralph Boston ·
1964: Lynn Davies ·
1968: Bob Beamon ·
1972: Randy Williams ·
1976: Arnie Robinson ·
1980: Lutz Dombrowski ·
1984: Carl Lewis ·
1988: Carl Lewis ·
1992: Carl Lewis ·
1996: Carl Lewis ·
2000: Iván Pedroso ·
2004: Dwight Phillips ·
2008: Irving Saladino ·
2012: Greg Rutherford ·
2016: Jeff Henderson ·
2020: Miltiadis Tentoglou ·
2024: Miltiadis Tentoglou
1983 Carl Lewis ·
1987 Carl Lewis ·
1991 Mike Powell ·
1993 Mike Powell ·
1995 Iván Pedroso ·
1997 Iván Pedroso ·
1999 Iván Pedroso ·
2001 Iván Pedroso ·
2003 Dwight Phillips ·
2005 Dwight Phillips ·
2007 Irving Saladino ·
2009 Dwight Phillips ·
2011 Dwight Phillips ·
2013 Aleksandr Menkov ·
2015 Greg Rutherford ·
2017: Luvo Manyonga ·
2019: Tajay Gayle ·
2022: Wang Jianan ·
2023: Miltiadis Tentoglou